# Інчев
Інчев (пол. Inczew) — село в Польщі, у гміні Врублев Серадзького повіту Лодзинського воєводства.
Населення — 285 осіб (2011).
У 1975-1998 роках село належало до Серадзького воєводства.

## Демографія
Демографічна структура станом на 31 березня 2011 року:
|          | Загалом | Допрацездатний вік | Працездатний вік | Постпрацездатний вік |
| -------- | ------- | ------------------ | ---------------- | -------------------- |
| Чоловіки | 144     | 23                 | 103              | 18                   |
| Жінки    | 141     | 24                 | 80               | 37                   |
| Разом    | 285     | 47                 | 183              | 55                   |